# نورمن زد مک‌لاود
نورمن زد مک‌لاود (انگلیسی: Norman Z. McLeod؛ ۲۰ سپتامبر ۱۸۹۸ – ۲۷ ژانویهٔ ۱۹۶۴) یک کارگردان اهل ایالات متحده آمریکا بود.
از آثار او می‌توان به فیلم‌های «چرندیات» و «زندگی پنهان والتر میتی» اشاره نمود.